# L'Eliana
L'Eliana è un comune spagnolo di 16 552 abitanti situato nella comunità autonoma Valenciana.